# Anything to Survive
Anything to Survive er en amerikansk film fra 1990 af Zale Dalen.

## Medvirkende
- Robert Conrad som Eddie
- Emily Perkins som Krista
- Matt LeBlanc som Billy
- Ocean Hellman som Wendy
- Tom Heaton som Dave
- William B. Davis som Dr. Reynolds